# Jean (ur. 1977)
Jean Carlo Witte (ur. 24 września 1977) – brazylijski piłkarz występujący na pozycji obrońcy.

## Życiorys
Wychowanek Londrina EC. Seniorską karierę rozpoczynał w 1994 roku w Blumenau EC, a na początku 1995 roku przeszedł do Santos FC. W Campeonato Brasileiro Série A zadebiutował 26 sierpnia 1995 roku w przegranym 3:5 meczu z CR Vasco da Gama. W 1997 roku uczestniczył w mistrzostwach świata U-20, a rok później zdobył z klubem Copa CONMEBOL. Ogółem w barwach Santosu rozegrał 70 spotkań w Série A oraz 19 w Supercopa Libertadores. W 2000 roku został piłkarzem EC Bahia, gdzie występował przez dwa sezony. Następnie podpisał kontrakt z FC Tokyo. W J.League Division 1 zadebiutował 4 marca 2002 roku w wygranym 4:2 meczu z Kashima Antlers. W 2004 roku zdobył wraz z klubem Puchar J.League. W FC Tokyo rozegrał 141 meczów w lidze. W 2007 roku został zawodnikiem Shonan Bellmare. W 2009 roku awansował do J.League Division 1. Po zakończeniu sezonu 2010 zakończył karierę.

## Statystyki ligowe
| Sezon | Klub            | Liga                          | Mecze | Gole |
| ----- | --------------- | ----------------------------- | ----- | ---- |
| 1995  | Santos FC       | Campeonato Brasileiro Série A | 13    | 1    |
| 1996  | Santos FC       | Campeonato Brasileiro Série A | 12    | 0    |
| 1997  | Santos FC       | Campeonato Brasileiro Série A | 18    | 2    |
| 1998  | Santos FC       | Campeonato Brasileiro Série A | 17    | 0    |
| 1999  | Santos FC       | Campeonato Brasileiro Série A | 10    | 1    |
| 2000  | EC Bahia        | Campeonato Brasileiro Série A | 23    | 2    |
| 2001  | EC Bahia        | Campeonato Brasileiro Série A | 16    | 2    |
| 2002  | FC Tokyo        | J.League Division 1           | 27    | 1    |
| 2003  | FC Tokyo        | J.League Division 1           | 29    | 2    |
| 2004  | FC Tokyo        | J.League Division 1           | 26    | 3    |
| 2005  | FC Tokyo        | J.League Division 1           | 34    | 0    |
| 2006  | FC Tokyo        | J.League Division 1           | 25    | 3    |
| 2007  | Shonan Bellmare | J.League Division 2           | 37    | 3    |
| 2008  | Shonan Bellmare | J.League Division 2           | 23    | 2    |
| 2009  | Shonan Bellmare | J.League Division 2           | 49    | 6    |
| 2010  | Shonan Bellmare | J.League Division 1           | 15    | 1    |